# Epicentro romano vol. 3
Epicentro romano vol. 3 è una compilation di musica hip hop, uscita nel 2005. Il disco contiene brani dei migliori artisti della scena capitolina ed è stato pubblicato dalla Drago (Unic Records) e co-prodotta da La Grande Onda, etichetta che fa capo a Piotta.

## Tracce
1. Baby G. Crema feat. Busta Flex - Che ne sai? - 4'15"
2. Phella - Cosa vogliono da noi! - 3'42"
3. Ginko - La febbre della dance - 3'18"
4. Ice One feat. Lo - Shamballà - 3'57"
5. Diamante - Cielo e terra - 4'24"
6. Brusco - Rasta non casca! - 3'48"
7. Piotta feat. Doudou Masta - L'incontro/La rencontre - 4'13"
8. L'Oro feat. Sh-Wa - Grossamore - 4'32"
9. Duke Montana feat. Seppia - La rivolta - 2'54"
10. Sumo feat. Ghemon Scienz - Cosa devo fare di più? - 3'38"
11. Scala Reale - E je famo ai! - 4'29"
12. DJ R System - Are you ready for fun? - 2'45"
13. Scimmie del Deserto - Vivi o ti perdi! - 3'44"
14. Khadim Fall - La strada - 3'12"
15. One Love Hi-Pawa - Corrida megamix - 5'42"
16. Just Married - Dimmi perché? - 4'04"
17. Kaotici - Appunti di viaggio - 6'17"
18. Assalti Frontali feat. Soul Medina - Denaro gratis epicentro Rmx - 4'43"
19. La Squadra feat. Busta Flex, Crema, Ghemon Scienz - Che ne sai Rmx - 6'17"